# Titularbistum Larissa in Syrien
Das Bistum Larissa in Syrien (italienisch diocesi di Larissa di Siria, lateinisch Dioecesis Larissensis in Syria) ist ein Titularbistum der römisch-katholischen Kirche.
Es geht zurück auf ein untergegangenes Bistum in der römischen Provinz Syria Coele bzw. in der Spätantike Syria salutaris in Syrien. Es gehörte der Kirchenprovinz Apamea in Syria an.
| Titularbischöfe von Larissa in Syrien |                                                                                            |                                                                 |                     |
| Name                                  | Amt                                                                                        | von                                                             | bis                 |
| B.                                    |                                                                                            | 14. Oktober 1222                                                |                     |
| Petrus                                |                                                                                            |                                                                 |                     |
| Philippus                             |                                                                                            | 23. Juni 1351                                                   |                     |
| Nicolaus                              |                                                                                            | 6. April 1362                                                   | † 1374              |
| Johannes Fabri                        | OFM, Weihbischof in Paderborn (Deutschland)                                                | 13. September 1437 (Ernennung)                                  | † 1458              |
| Johannes Wennecker der Ältere         | OSA, Weihbischof in Münster (Deutschland)                                                  | 1456 (Ernennung)                                                | † 1469              |
| Weribald von Heyß/Weribold von Heyss  | OFM, Weihbischof in Münster (Deutschland)                                                  | 10. Dezember 1470 (Ernennung)/1. Januar 1471 (Ordination)       | † 1477              |
| Johannes von Meppen                   | OSA, Weihbischof in Osnabrück, Bremen und Münster (Deutschland)                            | 24. Januar 1477 (Ernennung)/9. Februar 1477 (Ordination)        | † 15. November 1496 |
| Pietro Emo/Petrus Emo                 | OTheat, Koadjutorbischof von Crema (Italien), 1616 zum Bischof von Crema (Italien) ernannt | 4. Juli 1612/6. Juli 1612 (Ernennung)/8. Juli 1612 (Ordination) | 6. Juni 1616        |
| Franciscus                            | Titularerzbischof                                                                          | 1879                                                            |                     |
| Agostino Ciasca                       | OSA, Kardinalbibliothekar des Vatikanischen Geheimarchivs                                  | 1. Juni 1891                                                    | 18. Juni 1899       |
| Gregoire Ephrem Jarjour               | Weihbischof in Antiochia (Libanon), 1976 Titularerzbischof von Edessa in Osrhoëne del Syri | 18. Januar 1949 (Ernennung)/2. Oktober 1949 (Ordination)        | 1. Dezember 1965    |
| Bonaventure Akiki                     | OFM, Apostolischer Vikar von Aleppo (Syrien)                                               | 1. März 1973 (Ernennung)/13. Mai 1973 (Ordination)              | † 9. September 1987 |